# Martialis heureka
Martialis heureka — вид мурашок, єдиний представник підродини Martialinae. Вид був знайдений у 2000 році в амазонських джунглях поблизу міста Манаус, Бразилія. Назва роду означає «з Марса», її надано через свою незвичну морфологію, а видовий епітет heureka вказує на його несподіване відкриття. Вид належить до найдавнішої відомої окремої лінії, яка відділилася від предків усіх інших мурах.

## Відкриття
Два екземпляри вперше виявив Манфред Верхаг з Державного музею природи в Карлсруе у 2000 році, але обидва екземпляри були пошкоджені. Пізніше новий екземпляр був отриманий у 2003 році Крістіаном Рабелінгом, аспірантом Техаського університету в Остіні.

## Опис

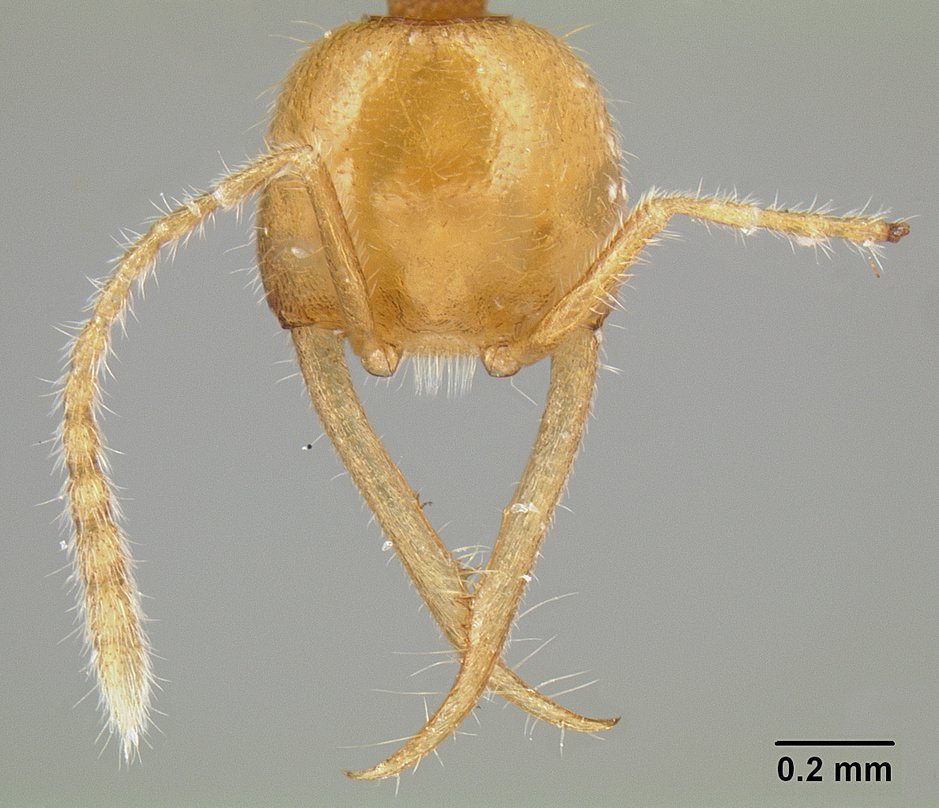
Голова робітника Martialis heureka

Як і всі представники родини Formicidae, ці мурахи мають характерні вусики, помітні метаплевральні залози та ніжки. Мурахи, однак, не мають очей, мають бліде забарвлення і ведуть підземний спосіб життя, полюючи на дрібні організми. Робочі особини мають незвичні подовжені мандибули з яскраво вираженими базальними рисами.
Виходячи з морфології, автори припустили, що мурахи ведуть підземний спосіб життя, можливо, шукаючи їжу на поверхні вночі. Перші два зразки були знайдені в кернових пробах ґрунту, тоді як інший був знайдений у листовому опаді. Ймовірно, що мурахи використовують вже наявні підземні тунелі, оскільки їхні ноги не мають пристосувань для риття.